# Pintu
Pintu is een bestuurslaag in het regentschap Ponorogo van de provincie Oost-Java, Indonesië. Pintu telt 1667 inwoners (volkstelling 2010).